# Vriesea capixabae
Vriesea capixabae är en gräsväxtart som beskrevs av Elton Martinez Carvalho Leme. Vriesea capixabae ingår i släktet Vriesea och familjen Bromeliaceae. Inga underarter finns listade i Catalogue of Life.